# Charles Norelius
Bror Charles Norelius (Stoccolma, 4 marzo 1882 – Palm Beach, 22 novembre 1974) è stato un nuotatore svedese.

## Carriera
Prese parte alle gare di nuoto dei Giochi olimpici intermedi, gareggiando nella staffetta 4x250m stile libero, con la squadra svedese, composta anche da Gustaf Wretman, Harald Julin e Nils Regnell, arrivando quinti. Partecipò anche alla gara del 1 miglio stile libero, piazzandosi nelle ultime posizioni.